# 高橋哲也 (騎手)
高橋 哲也（たかはし てつや、1980年3月25日 -）は、地方競馬の浦和競馬場水野貴史厩舎所属の騎手である。地方競馬教養センター長期騎手課程第69期生。

## 来歴
1999年3月31日付けで地方競馬騎手免許を取得。同年4月19日第1回浦和競馬1日目第5競走4歳三組条件戦クロスヴィジョンで初騎乗（12頭立て9番人気12着）。同年5月14日第2回浦和競馬4日目第6競走C2七組条件戦をタイセンプライムで優勝（10頭立て1番人気）し、初勝利。
2001年11月5日第9回浦和競馬1日目第1競走C3七組条件戦10番人気トップスティールで2着に入線し、3着に入線した都平哲也騎乗8番人気ナツノカガヤキとの2、3着の拡大二連勝複式馬券が、ワイド史上最高配当額となる28万6620円という大波乱を演出した。
2006年地方競馬通算100勝達成。
2023年4月1日付けで、牛房榮吉厩舎から水野貴史厩舎に移籍。
地方通算成績は3196戦162勝・2着199回・3着231回・勝率5.1%・連対率11.3%（2011年12月31日現在）